# محمدنبی سربلوکی
محمدنبی سربلوکی (درگذشته ۱۳۸۸)، شیمی‌دان و زیست‌شیمیدان ایرانی و مخترع دندروزوم است.
وی متولد کاشان بود و در دانشگاه پلی تکنیک نیویورک تحصیل کردند و مدیر گروه در سازمان هوا فضای آمریکا (ناسا) بودند. سربلوکی از اعضای هیئت علمی دانشگاه تهران و رئیس مرکز تحقیقات بیوشیمی و بیوفیزیک بوده‌است؛ پژوهش‌های وی در زمینه‌های پلیمرهای زیست‌تخریب‌پذیر، غشاهای دولایه لیپیدی و مهندسی بافت متمرکز بوده‌است. در سال ۱۳۸۸ در تهران درگذشت.